# Плопени (Прахова)
Плопени (рум. Plopeni) насеље је у Румунији у округу Прахова у општини Плопени. Oпштина се налази на надморској висини од 224 m.

## Становништво
Према подацима из 2002. године у насељу је живело 9612 становника.

### Попис2002.
| Расподела становништва по националности 2002.‍ | Расподела становништва по националности 2002.‍ | Расподела становништва по националности 2002.‍ | Расподела становништва по националности 2002.‍ | Расподела становништва по националности 2002.‍ |
| --------------------------------------------- | --------------------------------------------- | --------------------------------------------- | --------------------------------------------- | --------------------------------------------- |
|                                               |                                               |                                               |                                               |                                               |
| Румуни                                        | Румуни                                        |                                               | 9.493                                         | 98,8%                                         |
| Мађари                                        | Мађари                                        |                                               | 5                                             | 0,1%                                          |
| Роми                                          | Роми                                          |                                               | 112                                           | 1,2%                                          |